# Артемьев, Александр Рудольфович
Алекса́ндр Рудо́льфович Арте́мьев (30 ноября 1958, Тарту — 27 декабря 2005, Владивосток) — советский и российский археолог, доктор исторических наук (1997), профессор.

## Биография
Родился в семье военнослужащего. По другим данным, его родители Рудольф Александрович и Раиса Тимофеевна Артемьевы работали учителями в Новгородской области, после чего переехали в посёлок Старый Изборск под Псковом. Увлёкся археологией в 12-летнем возрасте во время проведения экспедицией В. В. Седова раскопок Труворова городища близ Изборска. В 1976 году поступил на исторический факультет Ленинградского государственного университета, который окончил в 1981 году. В 1982—1984 годах проходил службу в рядах Советской Армии в Карелии.
В 1985—1987 годах учился в аспирантуре Института археологии АН СССР. В 1988 году переехал во Владивосток, где работал в Институте истории, археологии и этнографии народов Дальнего Востока ДВО РАН в должностях научного сотрудника, заведующего лабораторией позднесредневековой археологии, с 2002 года — заместителя директора по научной работе. В 1989 году в Московском государственном университете защитил кандидатскую диссертацию на тему «Города Псковской земли в XIII—XIV вв.», в 1998 году — докторскую.
Трагически погиб 27 декабря 2005 года. В 16:40 тело А. Р. Артемьева с огнестрельным ранением было обнаружено на пороге его квартиры во Владивостоке. Высказывались версии о связи убийства с его деятельностью. Похоронен в Изборске рядом с Труворовым городищем.

## Научная деятельность
В 1977 году В. В. Седов доверил Артемьеву, тогда студенту 2 курса, самостоятельные раскопки в Изборской крепости. До 1987 года за 7 полевых сезонов А. Р. Артемьев провёл значительные исследования этого памятника, изучил его стратиграфию, застройку, строительную историю. Одновременно занимался раскопками и изучением других городов Псковской земли.
Возглавлял Амурскую археологическую экспедицию, проводившую раскопки от низовьев Амура до Иркутска. В 1988—2005 на территории Читинской области исследовал Шилкинский, Аргунский, Нерчинский, Иргенский остроги, Нерчинский посад, в Республике Бурятия — Селенгинский и Телембинский остроги, Кяхтинскую слободу, зимовья в урочище Дивиткан. Изучал памятники оседлых монголов, раскопал около 1000 м² на Хирхиринском городище. С конца 1980-х годов в течение 12 полевых сезонов раскопал 891 м² на знаменитом Албазинском остроге — русском форпосте XVII века в Приамурье.
Результаты археологических и историографических исследований легли в основу докторской диссертации на тему: «Города и остроги Забайкалья и Приамурья во второй половине XVII—XVIII вв.». Монография, отражающая основные положения докторской диссертации, опубликована год спустя во Владивостоке. Б. П. Полевой отмечал ценность этой работы, в частности, обзором картографических материалов, обстоятельным изложением истории присоединения к России всего Забайкалья. Высокие оценки вкладу А. Р. Артемьева в изучение забайкальских и приамурских острогов дали и другие исследователи.
Лауреат президентской стипендии для лучших учёных России, премии имени В. К. Арсеньева. В 2010 году за многолетние археологические исследования и монографию «Города и остроги…» посмертно удостоен премии имени Ф. Ф. Буссе.
В 1991 и 1997 годах участвовал с приглашёнными докладами в конференциях в США в Портленде (штат Орегон) и в Фэрбанксе на Аляске, а также в 2003 году — в Галле (ФРГ). Исследовал уникальный буддийский храм на Тырском утесе в низовьях Амура. Доклад о результатах этого исследования представил в 2005 году на международном симпозиуме в Саппоро (Япония).
Автор более 300 научных публикаций, в том числе трёх индивидуальных монографий, серии статей для Энциклопедии Забайкалья (в соавторстве).

## Основные работы

### Индивидуальные монографии
- Города Псковской земли в XIII—XV вв. : [Моногр.] / Рос. акад. наук, Дальневосточ. отд-ние, Ин-т истории, археологии и этнографии народов Дал. Востока. — Владивосток, 1998. — 418 с. — ISBN 5-7444-0229-2.
- Города и остроги Забайкалья и Приамурья во второй половине XVII-XVIII вв. / Отв. ред. Н. В. Кочешков ; РАН. Дальневосточ. отд-ние. Ин-т истории, археологии и этнографии народов Дал. Востока. — Владивосток, 1999. — 336 с. — ISBN 5-7442-1117-9.

Рец.: Полевой Б. П. [Рецензия] // Вестник ДВО РАН. — 2000. — № 6. — С. 169—170. — ISSN 0869-7698.

### Статьи
- Наконечники стрел из раскопок Изборска // Краткие сообщения Института археологии. — 1978. — Вып. 155. — С. 67—71. — ISSN 0130-2620.
- Копья из раскопок в Изборске // Краткие сообщения Института археологии. — 1982. — Вып. 171. — С. 87—93.
- Стратиграфия и хронология Изборской крепости // Советская археология. — 1985. — № 2. — С. 130—140. — ISSN 0038-5034.
- Древнерусский поруб в Изборске // Советская археология. — 1987. — № 3. — С. 219—223.
- Градостроительная политика Псковской феодально-вечевой республики // Краткие сообщения Института археологии. — 1987. — Вып. 190. — С. 102—105.
- О мечах-реликвиях, ошибочно приписываемых псковским князьям Всеволоду-Гавриилу и Довмонту-Тимофею // Российская археология. — 1992. — № 2. — С. 66—74. — ISSN 0038-5034.
- Останки непогребенных защитников Албазинского острога // Российская археология. — 1996. — № 1. — С. 185—196. — ISSN 0869-6063.
- Строительство городов и острогов Забайкалья и Приамурья во второй половине XVII—XVIII веке и типы оборонительных сооружений // Отечественная история. — 1998. — № 5. — С. 140—147. — ISSN 0869-5687.
- Каменное надгробие 1696 г. из Нерчинска // Российская археология. — 1998. — № 3. — С. 170—175.
- Открытие и освоение Забайкалья и Приамурья в XVII — первой половине XIX в. [Глава 3] // История Российского Приморья: Учеб. пособие для 8—9 классов общеобр. учреждений. — Владивосток : Дальнаука, 1998. — С. 39—54. — ISBN 5-7442-0720-1. (в соавт. с В. Н. Чернавской).
- Ледовое побоище и битвы XIV — начала XV в. на Северо-Западе Руси // Вопросы истории. — 1999. — № 2. — С. 148—152. — ISSN 0042-8779.
- Восстание индейцев в 1802 г. в истории Русской Америки // Вопросы истории. — 1999. — № 3. — С. 140—145.
- Памятники буддийской культуры в низовьях Амура // Вопросы истории. — 2000. — № 7. — С. 144—149.
- Даурская ссылка протопопа Аввакума // Вопросы истории. — 2003. — № 5. — С. 132—144.
- Археологические памятники эпох Юань и Минь в Забайкалье и Приамурье (XIII—XV вв.) // Российская археология. — 2004. — № 4. — С. 83—94.
- Археологические исследования русских памятников нового времени в Прибайкалье, Забайкалье и Приамурье // Российская археология. — 2005. — № 1. — С. 155—166.
- Воеводы и приказчики Нерчинского и Албазинского уездов во второй половине XVII в. (Из истории кадровой политики царской администрации в Забайкалье и Приамурье) // Отечественная история. — 2006. — № 2. — С. 3—11.

### Сообщения о результатах экспедиций
- Исследования на Псковщине // Археологические открытия 1986 года : Ежегодник. — М.: Наука, 1988. — С. 3—6 (в соавт. с В. В. Седовым и др.).
- Исследования Изборска // Там же. — С. 39—40 (в соавт. с В. В. Седовым).
- Исследования Албазинского острога и его округи // … 1993 года. — 1994. — С. 159—160.
- Исследования Амурского [археологического] отряда // … 1994 года. — 1995. — С. 250—251 (в соавт. с А. Ю. Кудриным, C. B. Василенко).

- … 1995 года. — 1996. — С. 309—311.
- … 1996 года. — 1997. — С. 293—295 (в соавт. с А. Н. Саранцевым).

- Исследования Амурской экспедиции // Археологические открытия 1997 года. — М.: Эдиториал УРСС, 1999. — С. 249—250 (в соавт. с А. Н. Саранцевым).

- … 1998 года. — 2000. — С. 267—269 (в соавт. с А. Н. Саранцевым).
- … 1999 года. — М.: Наука, 2001. — С. 219, 222, 223 (в соавт. с А. Ю. Кудриным).
- … 2000 года. — 2001. — С. 198—200.
- … 2001 года. — 2002. — С. 383—385.
- … 2002 года. — 2003. — С. 383—385.
- … 2003 года. — 2004. — С. 362—366.
- … 2004 года. — 2005. — С. 395—398.
- … 2005 года. — 2007. — С. 411—413.